# باتريك أندرسون (لاعب كرة قدم سويدي)
باتريك أندرسون (30 نوفمبر 1967 بالسويد - ) هو لاعب كرة قدم سويدي في مركز الهجوم. لعب مع نادي نوركوبنغ.

## وصلات خارجية
- باتريك أندرسون (لاعب كرة قدم سويدي) على موقع قاعدة بيانات كرة القدم.إي يو (الإنجليزية)
- باتريك أندرسون (لاعب كرة قدم سويدي) على موقع ناشيونال فوتبول تيمز (الإنجليزية)
- باتريك أندرسون (لاعب كرة قدم سويدي) على موقع عالم كرة القدم.نت (الإنجليزية)